# Jardín botánico Universidad Tecnológica de Pereira
El Jardín Botánico de la Universidad Tecnológica de Pereira es un importante centro de investigación, conservación y educación ambiental.
Este Jardín es categorizado como "Natural o Silvestre" según la Organización Internacional para la conservación en Jardines Botánicos (BGCI), lo que lo hace ser muy diferente a los que se encuentran en las principales ciudades de Colombia, Estados Unidos o Europa, ya que la conservación no se realiza por medio de colecciones botánicas ornamentales, hortícolas o forestales diseñadas, sino en un área de vegetación que ha surgido naturalmente y está bajo su manejo, protección y enriquecimiento

## Historia
En 1983, por resolución 00020 (del 6 de septiembre), el Consejo Superior de la Universidad Tecnológica de Pereira creó el Jardín botánico, asignándole un área aproximada de 12.7 ha .
En 1999 el Jardín Botánico inicia una nueva fase de desarrollo, lo cual le permitió obtener el aval como Jardín Botánico por parte del Instituto de Investigación de Recursos Biológicos “Alexander Von Humboldt” y por consiguiente, el ingreso a la Red Nacional de Jardines Botánicos de Colombia, el 8 de febrero de 2000. La Corporación Autónoma Regional de Risaralda CARDER otorga al Jardín Botánico el Permiso Ambiental de Funcionamiento el 24 de abril de 2000 mediante Resolución n.º 0468.
Desde el año 2000 el Jardín Botánico cuenta con un Centro de Visitantes de 2.449 m², un vivero de 3.714 m² .
A partir del 2003 cuenta con 1500 m lineales de senderos en perfectas condiciones que permiten recorrer el área boscosa, de la cual 10,9 ha están destinadas a las diferentes colecciones y 1.7 hectáreas corresponden al humedal. Igualmente, se han construido obras básicas de infraestructura como escaleras y caminos en concreto, miradores, kiosco, barandas de seguridad, puentes y un muelle en madera que facilitan y hacen más agradable el recorrido por el área boscosa.
A lo largo de los últimos 4 años el Jardín Botánico ha participado activamente en importantes escenarios de desarrollo y toma de decisiones como lo son el Comité Técnico Interinstitucional de Educación Ambiental de Risaralda, el Comité Interinstitucional de Educación Ambiental del Municipio de Pereira y de la Red Nacional de Jardines Botánicos.
En la actualidad se están haciendo estudios para ampliar el área del JBUTP a través de la adjudicación como área de manejo especial de las zonas que están dentro de los predios de la Universidad y que son aptas para este fin.

## Colecciones
En la práctica este Jardín tiene una gran ventaja en relación con otros jardines botánicos en el mundo, puesto que la actual tendencia es tratar de reproducir los ecosistemas en los cuales habitan las especies bajo manejo, para lo cual este Jardín ya cuenta con un área ecosistémica bajo este tipo de manejo, en el cual se planea el establecimiento de nuevas colecciones biológicas que sean relevantes por su importancia económica, uso cultural o grado de vulnerabilidad, con el fin de hacerlo más representativo y conservativo.
Así mismo, la ampliación del número de colecciones permitirá asegurar un banco de germoplasma representativo, que nos permita generar conocimiento sobre los individuos vegetales de la región cafetera y servir a futuro como fuente semillera importante para programas o proyectos de repoblamiento en la naturaleza con especies nativas.
Se establece como prioridad coleccionar plantas vivas nativas representativas del bosque andino de la zona cafetera teniendo como prioridad las especies de la zona que se encuentren en algún grado de vulnerabilidad y/o que sean de interés económico y/o cultural.

## Colecciones Existentes
- Bambusetum
- Orquidiarium
- Heliconiaceae
- Costaceae
- Arecaceae
- Juglandaceae
- Araceae
- Magnoliaceae
- Lauraceae
- Meliaceae colección de pteridofitas
- Aromáticas